# Districtul Dokolo
Districtul Dokolo este una dintre cele 80 unități administrativ-teritoriale de gradul I ale Ugandei.